# Tradicionális Unionista Hang
A Tradicionális Unionista Hang (TUV) unionista politikai párt Észak-Írországban. 2007-ben alapította a Demokratikus Unionista Pártból kilépett Jim Allister európai parlamenti képviselő, arra hivatkozva, hogy a DUP koalícióra kíván lépni a Sinn Féin ír nacionalista párttal, ezzel aláásva a DUP ideológiai szilárdságát és értékrendjét. A TUV jobboldali, szociálkonzervatív, ellenzi a nagypénteki megállapodást, különösen az ír nacionalistákkal való kötelező hatalommegosztást, valamint az Ír Köztársasággal való politikai együttműködést. A párt jelenlegi (2022) elnöke William Ross, vezetője Jim Allister.

## Fordítás
- Ez a szócikk részben vagy egészben  a   Traditional Unionist Voice című angol Wikipédia-szócikk ezen változatának fordításán alapul.  Az eredeti cikk szerkesztőit annak laptörténete sorolja fel. Ez a jelzés csupán a megfogalmazás eredetét és a szerzői jogokat jelzi, nem szolgál a cikkben szereplő információk forrásmegjelöléseként.